# GM Epsilon
Epsilon — платформа для автомобилей среднего класса, разработанная подразделением Opel, входящим в состав корпорации General Motors. Дебютировала на Opel Vectra C и Saab 9-3 II. В планы GM входил выпуск большого количества моделей на этой платформе, поскольку сегмент среднеразмерных автомобилей наиболее востребован на мировом рынке. В дальнейшем Epsilon стала крупнейшей всемирной платформой американского концерна.

## Epsilon I
Epsilon заменила платформу N на рынке США и GM2900 на других рынках. Автомобили на её базе, как правило, отмечены символом «Z» в четвёртой цифре VIN-кода.
При дебюте речь шла изначально о некоторой производной платформе Epsilon Wide, которая должна была лечь в основу Buick LaCrosse первого поколения и Saab 9-5. В дальнейшем намерения корпорации изменились, и LaCrosse получил платформу W, а 9-5 претерпел рестайлинг. С момента представления Epsilon начали муссироваться слухи о возможности существования полноприводных автомобилей на её базе. Черта под ними была подведена на Франкфуртском автосалоне 2007 года, когда публике был показан полноприводный Saab 9-3 Turbo-X XWD.
В большинстве автомобилей, созданных на её базе, используются четырехцилиндровые двигатели Ecotec, а также шестицилиндровые V-образные двигатели линейки High Value и High Feature.
Производные платформы, используемые для кроссоверов, носят названия Lambda и Theta Premium.

### Автомобили
Автомобили, построенные на платформе Epsilon I:
- Стандартная база:
  - Opel Vectra C (2002—2008)
  - Saab 9-3 (2003—2011, 2013—2014)
  - Chevrolet Malibu VI (2004—2007)
  - Cadillac BLS (2006—2009)
- Удлинённая база:
  - Opel Vectra C Caravan (2002—2008)
  - Opel Signum (2003—2008)
  - Chevrolet Malibu VII (2008—2012)
  - Chevrolet Malibu Maxx (2004—2007)
  - Pontiac G6 (2005—2010)
  - Fiat Croma (2005—2011)
  - Saturn Aura (2007—2010)

Отмененные модели:
- Среднеразмерный Buick 2006 года

## Epsilon II
Новая версия Epsilon, названная Epsilon II, дебютировала в 2008 году. Была создана так же, в основном, усилиями Opel. Она адаптирована как для переднеприводных, так и для полноприводных автомобилей. Длиннобазный вариант Epsilon II используется в полноразмерных служебных автомобилях Агентства по охране окружающей среды США, заменив машины на предшествующих платформах G и W. Многие функции безопасности и полноприводные модификации были разработаны подразделением Saab.

### Автомобили
Автомобили, построенные на платформе Epsilon II:
- Стандартная база:
  - Opel Insignia A / Buick Regal (2008—2017)
  - Chevrolet Malibu VIII (2012—2016)
- Удлинённая база:
  - Buick LaCrosse/Alpheon (2010—2016)
  - Saab 9-5 (2010—2012)
  - Roewe 950 (2012—2019)[3]
  - Roewe e950 (2017—н.в.)
  - Cadillac XTS (2012—2019)
  - Chevrolet Impala (2014—2020)[4]

Концепт-кары:
- Buick Riviera
- Opel GTC Concept

## E2XX
E2XX является дальнейшим развитием, точнее — форком (веткой) Epsilon II. Она совместима с аналогичными платформами, например, D2XX (на основе Delta II).
В качестве целей её создания были заявлены снижение веса, улучшение интерьера и увеличение колесной базы. Дебютировала в апреле 2015 года на Chevrolet Malibu девятого поколения.
Автомобили, построенные на платформе E2XX:
- Chevrolet Malibu IX (2016 — н.в.)
- Buick LaCrosse III (2017 — н.в.)
- Opel Insignia B / Vauxhall Insignia / Buick Regal VI (2017 — н.в.)
- Holden Commodore (ZB) (2018 — н.в.)

### P2XX
P2XX является удлинённым вариантом платформы E2XX.
Автомобили, построенные на платформе P2XX:
- Buick LaCrosse III (2016 — н.в.)

Ожидается, что на этой же базе будет основано одиннадцатое поколение Chevrolet Impala.

### C1XX
C1XX — кроссоверный вариант платформы E2XX, пришедший на смену платформам Theta Premium и Lambda.
Автомобили, построенные на платформе С1XX:
- Стандартная база:
  - Cadillac XT5 / GMC Acadia II (2016 — н.в.)

Ожидается, что на этой же базе будет основаны грядущий Chevrolet Blazer и среднеразмерный кроссовер Buick с предварительным именем Inspire.
- Удлинённая база:
  - Chevrolet Traverse II / Buick Enclave II (2017 — н.в.)
  - Cadillac XT6 (ожидается осенью 2018 года)

Ожидается, что на этой же базе будет создан полноразмерный кроссовер GMC с предварительным именем GMC Acadia XL.